# Michail Leontjewitsch Mil

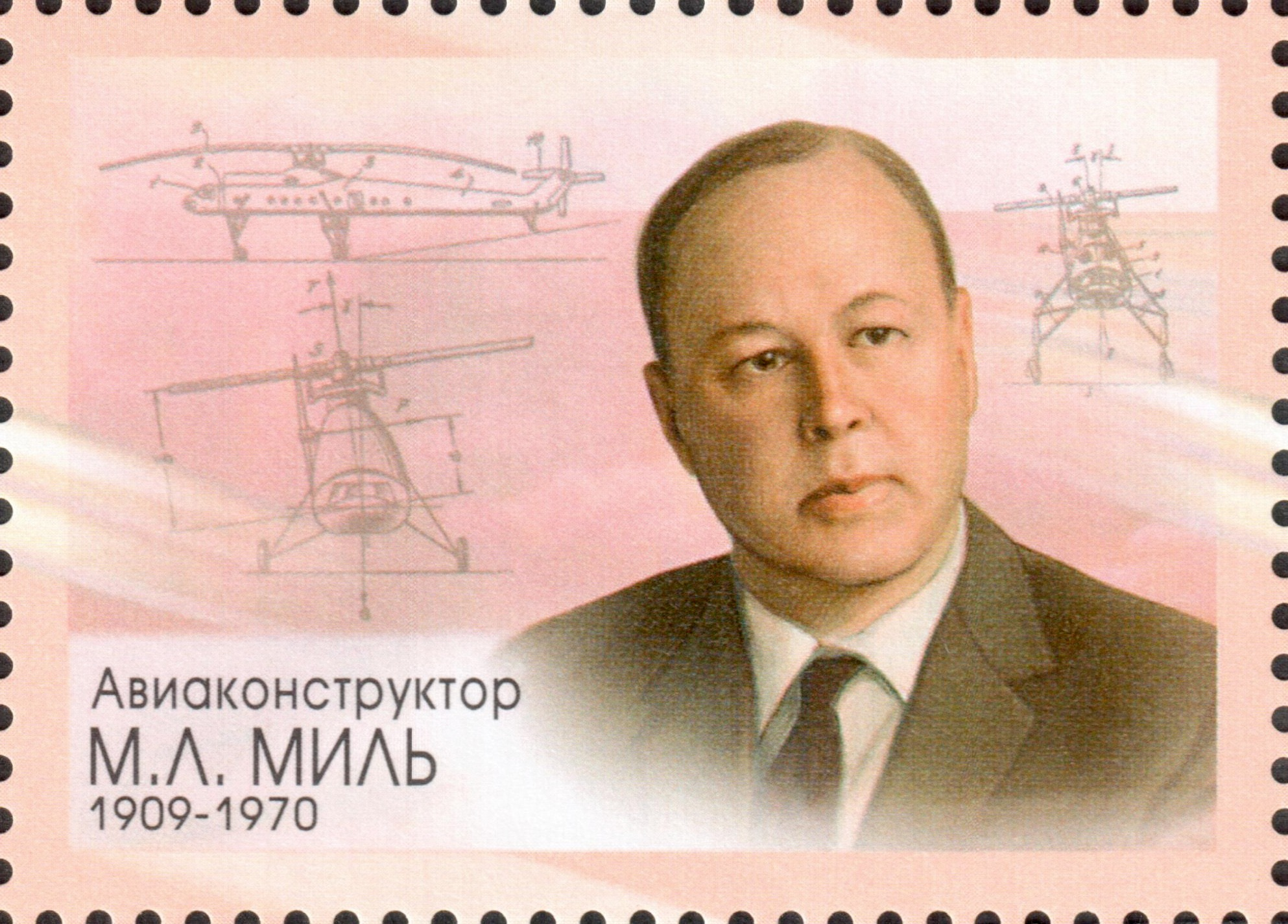
Porträt Mils auf einer russischen Briefmarke

Michail Leontjewitsch Mil (russisch Михаил Леонтьевич Миль, wiss. Transliteration Michail Leont'evič Mil'; * 9. Novemberjul. / 22. November 1909greg. in Irkutsk; † 31. Januar 1970 in Moskau) war einer der bekanntesten russischen Hubschrauberkonstrukteure.

## Leben und Wirken
Mil bestand 1927 das Abitur und begann ein Studium am Sibirischen Technischen Institut, wechselte aber im Jahr darauf an das Luftfahrtinstitut in Nowotscherkassk. In den Semesterferien arbeitete er als Gehilfe von Kamow und Skrshinski an dessen Autogiro KASKR und trat nach Erhalt des Diploms 1931 in die Abteilung Sonderkonstruktionen des ZAGI, wo auch Kamow beschäftigt war, ein. Dort arbeitete er an verschiedenen Hub- und Tragschrauberprojekten mit. 1936 konstruierte er zusammen mit Nikolai Skrshinksi den ZAGI A-12-Autogiro. Im darauffolgenden Jahr veröffentlichte Mil ein Werk über „die Aerodynamik der Tragschraube im Kurvenflug“, das auch in deutscher und englischer Sprache erschien. 1939 wurde Mil zu Kamows Stellvertreter ernannt. Nach Ausbruch des Zweiten Weltkrieges diente er einige Zeit als Ingenieur in der aus ZAGI A-7 gebildeten 1. sowjetischen Autogiro-Staffel.
1943 wurde Mil Kandidat der technischen Wissenschaften und erhielt 1945 die Doktorwürde. Im ZAGI wurde er kurz darauf zum Leiter des Laboratoriums ernannt. Bis dahin hatte er an 14 Hub- und Tragschrauberprojekten mitgewirkt.
Er erhielt im Dezember 1947 ein eigenes, nach ihm benanntes Konstruktionsbüro und entwickelte dort den sehr erfolgreichen Hubschrauber Mi-1. Es folgten so bekannte Hubschrauber wie die Mi-8, Mi-12 und die Mi-24, deren Erstflug er noch miterlebte. Mil trat auch als Aquarellmaler in Erscheinung. Er starb im Januar 1970 an einem Schlaganfall.